# Староалзамайское муниципальное образование
Староалзамайское муниципальное образование — муниципальное образование со статусом сельского поселения в 
Нижнеудинском районе Иркутской области России. Административный центр — поселок Старый Алзамай.

## Демография
По результатам Всероссийской переписи населения 2010 года 
численность населения муниципального образования составила 474 человека, в том числе 234 мужчины и 240 женщин.

## Населенные пункты
В состав муниципального образования входят населенные пункты
- Старый Алзамай
- Буракова
- Красная Кавалерия
- Новокиевск[2]